# ليث بن أبي سليم
لَيْث بن أبي سُلَيْم بن زنيم القرشي تابعي كوفي، وأحد رواة الحديث النبوي، ضعيف الرتبة، ورُمى بالاختلاط.

## روايته للحديث النبوي
- روى عن: أشعث بْن أَبي الشعثاء، وبشر صاحب أنس بن مالك، وثابت بن عجلان، وحجاج بْن عُبَيد بْن يسار، والربيع بن أنس، وزيد بن أرطاة الفزاري، وسعيد بن عامر الجمحي، وشهر بن حوشب، وصفوان بن محرز، وطاووس بن كيسان، وطلحة بن مصرف، وعامر الشعبي، وعباية بن رفاعة بن رافع بن خديج، وعبد الله بْن حَسَن بْن حَسَن، وعبد الله بن عبيد الله بن أبي مليكة، وعبد الله بن عبيد بن عُمَير، وعبد الرحمن بن الأسود النخعي، وعبد الرحمن بن سابط، وعبد الرحمن بن القاسم بن محمد بن أبي بكر، وعبد الملك بْن أَبي بشير المدائني، وعُبَيد الله غَيْر منسوب، وعطاء بن أبي رباح، وعكرمة مولى ابن عباس، وعلقمة بن مرثد، وعلوان بْن إِبْرَاهِيم أحد المجاهيل، وكعب المديني، ومجاهد بن جبر، ومحمد بن بشر الهمداني، والمنهال بن عمرو، ومهاجر الشامي، وأَبِي جهضم موسى بْن سالم، ونافع مولى ابن عمر، وأَبِي هبيرة يحيى بن عباد الأنصاري، وأبي إسحاق السبيعي، وأبي بردة بن أبي موسى الأشعري، وأبي الخطاب، وأبي الزبير المكي، وأَبِي فزارة.[1] وعبد الرحمن بن الأصم،[2] وبلال بن مرداس.[3]
- روى عنه: أبو إسحاق الفزاري، وإسماعيل بن علية، وإسماعيل بن عياش، وبكر بن خنيس، وثعلبة بْن سهيل، وجرير بن عبد الحميد، وحسان بْن إِبْرَاهِيم، والحسن بْن صَالِح بْن حي، وحفص بن غياث، وخالد بْن عَبد اللَّهِ، وداود بْن عيسى النخعي، ودواد بْن علبة، وزائدة بن قدامة الثقفي، وزهير بن معاوية، وزياد بْن عَبد الله البكائي، وسفيان الثوري، وأَبُو الأَحوص سلام بن سليم، وأَبُو بدر شجاع بن الوليد، وشريك بن عبد الله بن أبي نمر، وشعبة بن الحجاج، وشيبان النحوي، وعَبْد اللَّهِ بْن إدريس، وعَبْد اللَّهِ بْن إِسْمَاعِيلَ، وأَبُو شهاب عبد ربه بن نافع الحناط، وعبد الرحمن بْن مالك بْن مغول، وعَبْد الرحمن بن محمد المحاربي، وعبد السلام بن حرْب، وعبد الكريم بْن عَبْد الرحمن البجلي، وعَبْد الواحد بن زِيَاد، وعبد الوارث بْن سَعِيد، وعُبَيد اللَّه بْن عَمْرو الرَّقِّيّ، وعمار بْن محمد ابن أخت سفيان الثوري، وغيلان بن جامع، والفضيل بن عياض، والقاسم بْن مالك المزني، والماضي بْن مُحَمَّد الغافقي، وأبو معاوية الضرير، ومحمد بْن فضيل بْن غزوان، والمطلب بن زياد، وأَبُو مُطِيع مُعَاوِيَة بْن يَحْيَى، ومعتمر بن سليمان، ومعمر بن راشد، ومندل بْن علي وهريم بْن سُفْيَان، وأَبُو عوانة الوضاح بن عبد الله اليشكري، وأَبُو المحياة يَحْيَى بْن يَعْلَى، ويعقوب بْن عَبد اللَّهِ القمي، وأبو جعفر الرازي، وأَبُو حَفْص الأبار.[1]
- الجرح والتعديل: قال أحمد بن حنبل: «ليث بن أَبي سُلَيْم مضطرب الحديث، ولكن حدث عنه الناس»، وقال يحيى بن معين: «لَيْث أضعف من يَزِيد بْن أَبي زِيَاد، ويزيد فوقه في الحديث.»، وقال: «لَيْث بْن أَبي سُلَيْم ضعيف إِلا أَنَّهُ يكتب حديثه»، وكان يحيى القطان لا يُحدّث عنه، وكان سفيان بن عيينة يُضعفه، وأنكر سفيان الثوري حديثه، وقال عبد الرحمن بن مهدي: «لَيْث بْن أَبي سليم، وعطاء بن السائب، ويزيد بن أبي زياد، ليث أحسنهم حالا عندي»، وقال عبد الملك الميموني: «ضعيف الحديث عن طاووس، فإذا جمع طاووس وغيره، فالزيادة هُوَ ضعيف»، وعَنْ قبيصة: «قال شعبة لليث بن أَبي سُلَيْم: أين اجتمع لك عطاء، وطاووس، ومجاهد؟ فَقَالَ: إذ أبوك يضرب بالخف ليلة عرسه. قال قبيصة: فَقَالَ رجل كَانَ جالسًا لسفيان: فما زال متقيا لليث مذ يومئذ.»، وقال عيسى بن يونس: «قد رأيته وكان قد اختلط، وكان يصعد المنارة ارتفاع النهار فيؤذن.».[1]